# Sprödlav
Sprödlav (Sphaerophorus fragilis) är en lavart som först beskrevs av L., och fick sitt nu gällande namn av Christiaan Hendrik Persoon. Sprödlav ingår i släktet Sphaerophorus och familjen Sphaerophoraceae.  Arten är reproducerande i Sverige. Inga underarter finns listade i Catalogue of Life.